# Autorité de sûreté nucléaire

Logo der ASN

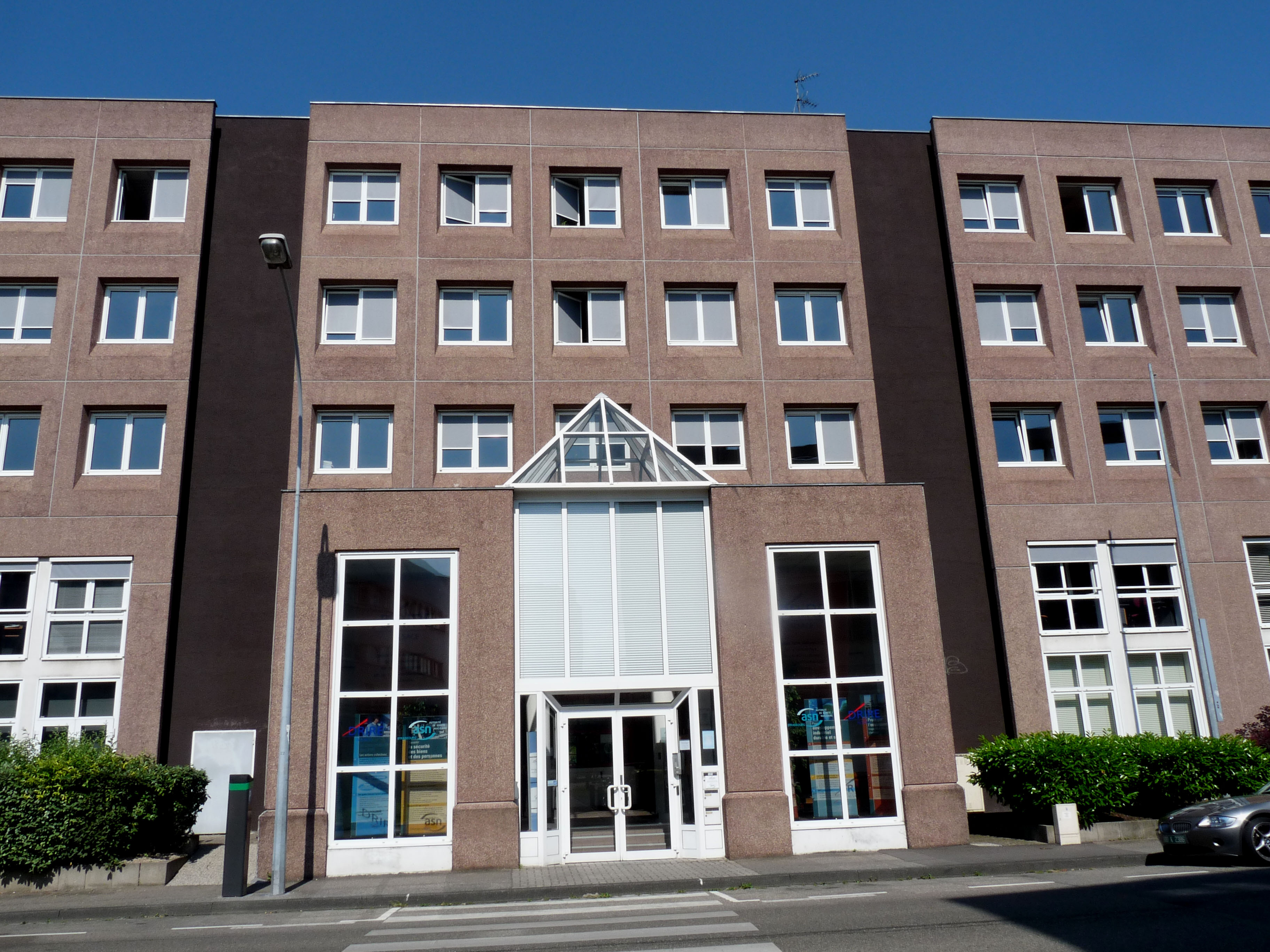
Lokaldirektion in Strasbourg

Die Autorité de sûreté nucléaire (ASN; deutsch Behörde für nukleare Sicherheit) kontrolliert im Auftrag der französischen Regierung die technische Sicherheit von Nuklearanlagen und die Einhaltung des Strahlenschutzes in Frankreich. Sie soll die Öffentlichkeit, die in der Atomwirtschaft Beschäftigten, Patienten und die Umwelt vor den Gefahren der Nutzung von Kernenergie schützen und die Bürger über diese Gefahren aufklären.
Die Behörde mit Sitz in Montrouge verfügt seit dem 13. Juni 2006 nach dem Gesetz über die Transparenz und Sicherheit bei nuklearem Material über ein Kollegium aus fünf Kommissaren, die die generelle Politik der ASN festlegen. Weiter besteht die ASN aus einem Generalsekretariat, einer juristischen und einer Organisationsabteilung, aus sieben Operationseinheiten – den Direktionen - und aus elf Lokaldirektionen, die zusammen das gesamte französische Staatsgebiet abdecken. Die Lokaldirektionen befinden sich in Bordeaux, Caen, Châlons-en-Champagne, Dijon, Douai, Lyon, Marseille, Nantes, Orléans, Paris und Strasbourg. Die ASN ist eine unabhängige administrative Behörde, d. h., sie verfügt über ihren eigenen Aufgabenbereich, untersteht aber der Aufsicht der Regierung.
Sitz der Behörde ist Montrouge. Im Jahr 2015 hatte die Behörde 483 Beschäftigte und verfügte über ein Gesamtbudget von ungefähr 80 Millionen Euro.

## Aufgaben
Die ASN hat im Wesentlichen folgende drei Aufgabenbereiche:

### Betriebssicherheit
Um die Sicherheit von Nuklearanlagen zu gewährleisten, soll die ASN Vorschriften für den technisch sicheren Betrieb erarbeiten. Die Einhaltung der Vorschriften und die allgemeine Sicherheit der Anlagen werden von der ASN durch Kontrolleure überprüft. Außerdem ist sie für die Genehmigungsverfahren im Zusammenhang mit Nuklearanlagen zuständig. Dies umfasst beispielsweise die Baugenehmigung und die Genehmigung zur Inbetriebnahme und Abschaltung. Daneben soll sie Vorschriften für die Verwahrung von radioaktivem Abfall ausarbeiten und ihre Einhaltung kontrollieren.

### Strahlenschutz
Die ASN soll Maßnahmen erarbeiten, die gesundheitliche Risiken durch ionisierende Strahlung in Industrie, Medizin und Forschung verhindern oder begrenzen, und diese zusammen mit anderen zuständigen Behörden durchführen. Weiterhin soll sie die Erfassung und Verfolgung ionisierender Strahlungsquellen sicherstellen und das französische Staatsgebiet auf Radioaktivität überwachen.
Für den Fall eines Störfalls oder Unfalls, bei dem Menschen durch ionisierende Strahlung geschädigt werden können, bereitet die ASN einen Krisenstab vor.

### Transportsicherung
Seit dem 12. Juni 1997 ist die ASN mit der Kontrolle des Transports von radioaktivem oder spaltbarem Material für die zivile Verwendung beauftragt. Die Sicherung des Transports hat zwei Ziele:
- Der physikalische Schutz verhindert den Verlust von waffenfähigem nuklearem Material durch Verschwinden, Diebstahl und Unterschlagung. Die zuständigen Behörden dafür sind das Amt für Verteidigung sowie der Minister für Wirtschaft, Finanzen und Industrie.
- Die Sicherheit selbst betrifft die Verhinderung von Strahlenschädigung und Kontamination sowie kritischen Situationen beim Transport von radioaktivem Material, damit Menschen und Umwelt nicht beeinträchtigt werden. Diese Aufgabe fällt in die Zuständigkeit der ASN.

Die Überwachung von Transporten, die für die nationale Verteidigung von Bedeutung sind, wurde entsprechend einem Beschluss vom 5. Juli 2001 durch den délégué à la sûreté nucléaire et à la radioprotection pour les activités et installations intéressant la Défense (DSND; dt. Delegierter für die nukleare Sicherheit und Strahlenschutz für die nationale Verteidigung betreffende Aktivitäten und Anlagen) übernommen.

### Weitere Aufgaben
Neben den oben genannten Kernaufgaben versorgt die ASN die Öffentlichkeit und die Massenmedien mit Informationen zu Nuklear-Sicherheit und Strahlenschutz.
Zusätzlich soll sie an Aktivitäten internationaler Organisationen zur Atomsicherheit teilnehmen und bilaterale Beziehungen zu Atomsicherheitsbehörden anderer Länder aufbauen, um einen Austausch von Erfahrungen zu ermöglichen.

## Maßnahmen

### September 2017: Schließung Kernkraftwerk Tricastin
Nachdem die ASN 2010 dem Antrag der Edf auf erneute zehnjährige Betriebserlaubnis für das Kernkraftwerk Tricastin gefolgt war, verfügte sie Ende September 2017 die Schließung der vier Reaktoren aufgrund des zu hohen Risikos eines Dammbruchs am Canal de Donzère-Mondragon an der Rhône infolge eines Erdbebens mit einem nachfolgenden Ausfall der Notkühlung durch Überschwemmung (ähnlich der Lage am Kernkraftwerk Fessenheim).

## Kritik
In seinem Text „L’Insécurité nucléaire“ (Die nukleare Unsicherheit) wirft der französische Anti-Atomkraft-Aktivist Stéphane Lhomme der ASN vor, nicht alle nötigen Maßnahmen zu ergreifen und die Öffentlichkeit mit falschen Informationen zu versorgen.
Dabei sieht er die Probleme nicht unbedingt in den Diagnosen an sich, sondern in den Entscheidungen, die auf Basis dieser Diagnosen getroffen oder nicht getroffen werden. Weiterhin wirft er der Leitung der ASN vor, keinerlei Einfluss auf die Kraftwerksbetreiber (EDF, AREVA, CEA usw.) zu haben oder sogar heimlich mit diesen zusammenzuarbeiten.
An den Informationen, die der Öffentlichkeit zugänglich gemacht werden, kritisiert er zwei Punkte: es sei im Grunde vollkommen unnötig, eine Unmenge einzelner Dokumente auf der Website der ASN bereitzustellen, wenn der Besucher nicht erkennen könne, welche Fehler und Störfälle in verschiedenen Dokumenten wiederholt erwähnt werden. Außerdem stelle sich die Frage, wer – außer ehemaligen Beteiligten und hartnäckigen Aktivisten – sich in einem Labyrinth von Informationen zurechtfinden solle, von denen ein Großteil unwichtig sei.